# Brodd
|  |  |  |
|  |  |  |

Broddar är en typ av halkskydd med piggar eller dubbar som sätts under sulorna på skor för att förhindra halkolyckor, speciellt vid isiga gator och vägar. Broddar har förekommit sedan tidigast vikingatiden.
Det finns flera varianter på broddar, som sätts fast på olika sätt; oftast med gummiband, där utbytbara stålpiggar är monterade på gummit eller med fast montering på klackens framsida, så man enkelt kan fälla in broddarna när man kommer inomhus. 
Man kan även sätta broddar i hästskor.